# Palacio de Uriarte
El Palacio de Uriarte se encuentra en la localidad vizcaína de Lequeitio.

## Descripción
Se trata de un palacio de estilo barroco, construido en el siglo XVII.